# Biến chất nhiệt độ siêu cao
Trong địa chất học, biến chất nhiệt độ siêu cao đặc trưng cho kiểu biến chất địa chất của vỏ Trái Đất với nhiệt độ hơn 900 °C.

## Xác định
Các dấu hiệu thạch học để xác định quá trình biến chất này thường dựa vào các đá cực kì giàu Mg-Al. Các tổ hợp khoáng vật như sapphirin + thạch anh, orthopyroxen + sillimanit ± thạch anh, osumulit và spinel + thạch anh chứng tỏ các dấu hiệu của các điều kiện biến chất cao. Thông thường sự có mặt của các tổ hợp phổ biến như granat + orthopyroxen, bộ ba fenspat, (F-Ti) pargasit hoặc pigeonit bị biến chất đảo được sử dụng như các chỉ số của quá trình biến chất nhiệt độ siêu cao.

## Quy mô toàn cầu
Các đá biến chất nhiệt độ siêu cao ngày nay được xác định trên hầu hết các lục địa và trên nhiều thành tạo địa chất có tuổi khác nhau dao động từ 3178 năm đến 35 triệu năm liên quan đến các sự kiện địa chất chính. Có hơn 46 vị trí /terrane với các dấu diệu biến chất nhiệt độ siêu cao đã được ghi nhận trên toàn cầu, liên quan đến các môi trường kiến tạo va chạm và căng giãn/mở rộng; hai kiểu cơ bản trong hệ thống kiến tạo sơn trên Trái Đất. Các đá biến chất nhiệt độ siêu cao Archean chủ yếu được phân bố ở Đông-Antarctica, Nam Phi, Nga và Canada. Các đá biến chất nhiệt độ siêu cao tướng granulit thuộc Paleoproterozoi được ghi nhận ở nền cổ Hoa Bắc (trong thời kỳ bồi đắp của siêu lục địa Columbia), vùng mácma Taltson, tây bắc Canada và nam Harris, phức hệ Lewisia, Scotland . Các đá UHT hình thành vào thời kỳ kiến tạo sơn Grenville, Neoproterozoic được phân bố ở tỉnh đông Ghats, Ấn Độ. Các đá UHT Neoproterozoic-Cambri (Pan-African) được phân bố chủ yếu ở vịnh Lutzow-Holm, đông Antarctica , Sri Lanka và nam Ấn Độ Các đá UHT cũng được ghi nhận trong các thành tạo trẻ hơn như địa khối Kontum tuổi Trias, Việt Nam, Đai Higo tuổi Creta Higo, Nhật Bản và phức hệ Gruf tuổi Paleogene, trung tâm Alps.

## Các giả thuyết gần đây
Người ta cho rằng có một mối quan hệ giữ sự hình thành các granulit biến chất nhiệt độ siêu cao với tổ hợp phụ thuộc và sự phân tan rã của các siêu lục địa hoặc hoạt động của chùm manti trong các giai đoạn khác nhau trong suốt chiều dài lịch sử Trái Đất. Granulit UHT thường được đặc trưng bởi các tổ hợp khoáng vật khô, khả năng ổn định của chúng đòi hỏi các hoạt động trong điều kiện ít nước. Dấu hiệu trực tiếp cho thấy không có mối quan hệ đến các dung dịch giàu CO2 trong việc tạo ra các tổ hợp UHT đã được ghi nhận từ sự xuất hiện phổ biến của các bao thể dung dịch CO2 nguyên chất trong vùng điệm hoạt động của nước và ổn định hóa khoáng vật khan của các đá UHT bắt nguồn từ việc tìm thấy loại CO2 tinh khiết dạng bao thể trong các đá này (Tsunogae, 2008;. Quá trình biến chất nhiệt độ siêu cao gần đây đã được xem xét trong bối cảnh kiến tạo mảng sử dụng các đặc điểm tương tự trong điều kiện hiện nay và người ta cho rằng cả hai quá trình căng giãn sau va chạm và tách giãn (rift) giữ vai trò quan trọng. Việc giải phóng lượng lớn CO2 bởi quá trình tách cacbon từ dung dịch rắn cùng với việc nhấm chìm vỏ tại các ranh giới mảng có thể là một trong các yếu tố góp phần gây hiệu ứng nhà kính đã gây nên sự tan băng sau thời kỳ quả cầu tuyết Trái Đất. Dựa trên đánh giá về sự đóng góp của Manti của các siêu lục địa cacbonat trong việc tái lập tổ hợp siêu lục địa Proterozoi trên toàn cầu, và mối liên hệ của chúng với các phần của vỏ Trái Đất đã trải qua quá trình biến chất khô có mặt CO2 trong điều kiện cực đoan, Santosh và Omori (2008b) suy đoán rằng các đá UHT có lẽ là các vùng chuyển CO2 từ manti vào lớp vỏ giữa và cuối cùng là vào khí quyển Trái Đất.

## Sinh khoáng
Người ta nói: các loại quặng kim loại (sắt, thiếc,..) hoặc đá quý được sinh ra từ các biến chất nhiệt độ siêu cao (biến chất tiếp xúc, biến chất trao đổi, biến chất skarnơ,...) là không đúng. Các loại quặng này được hình thành từ trong lò macma, được dâng lên trên tại giao điểm của các đứt gãy dưới dạng đá mạch, diabaz, họng núi lửa. Sự tiếp xúc với đá vây quanh chỉ làm thay đổi câu trúc tinh thể, độ lớn tinh thể và chất lượng của đá quý (xấu đi, nứt nẻ,..) và quặng. Ví dụ nếu dung nham mang vàng gặp đá thạch anh sẽ tạo ra sự ngưng đọng vàng tốt và cho ta các mảnh vàng lớn hơn.